# Unfallhilfsstelle

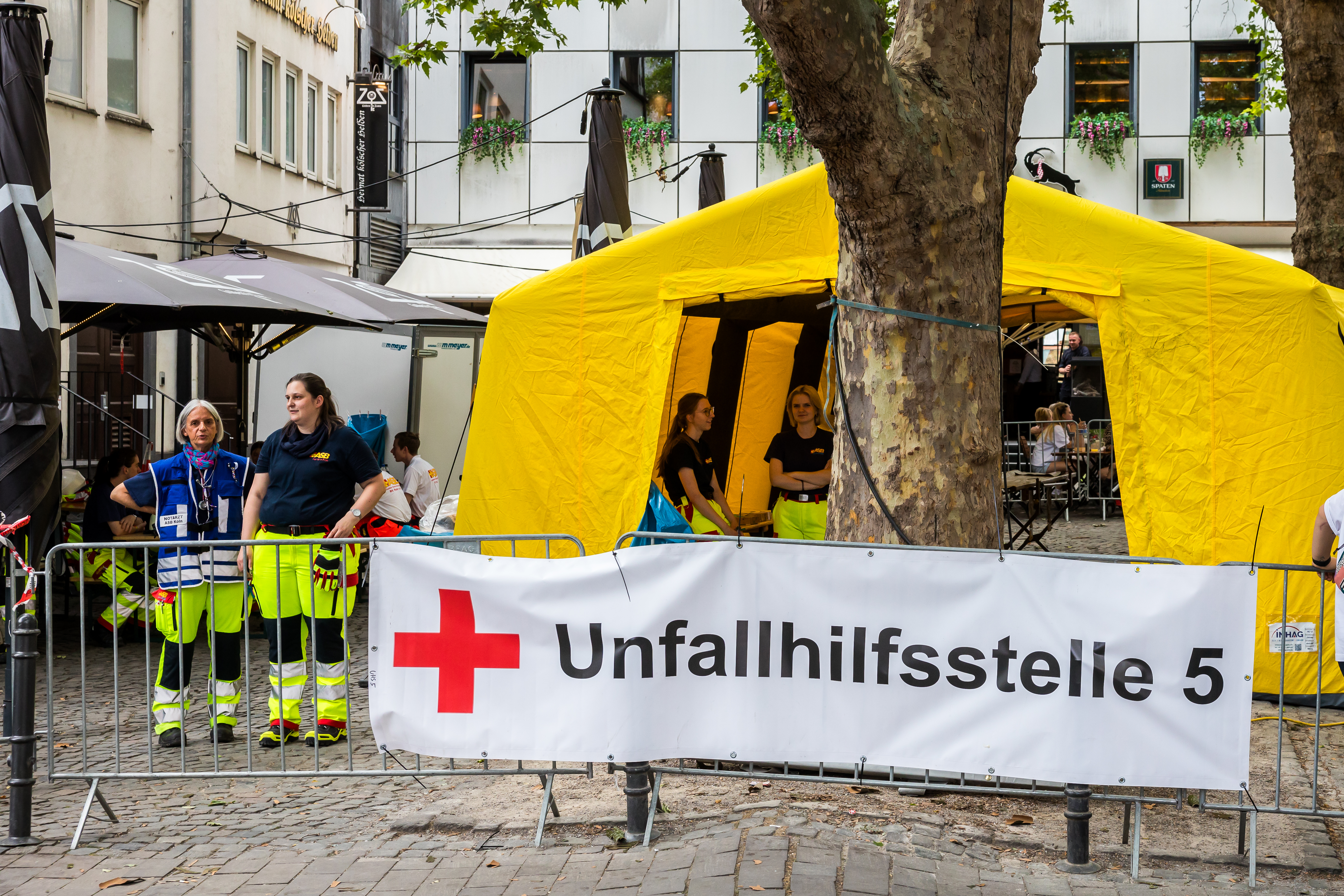
Unfallhilfsstelle auf dem Straßenfest zur Cologne Pride 2025

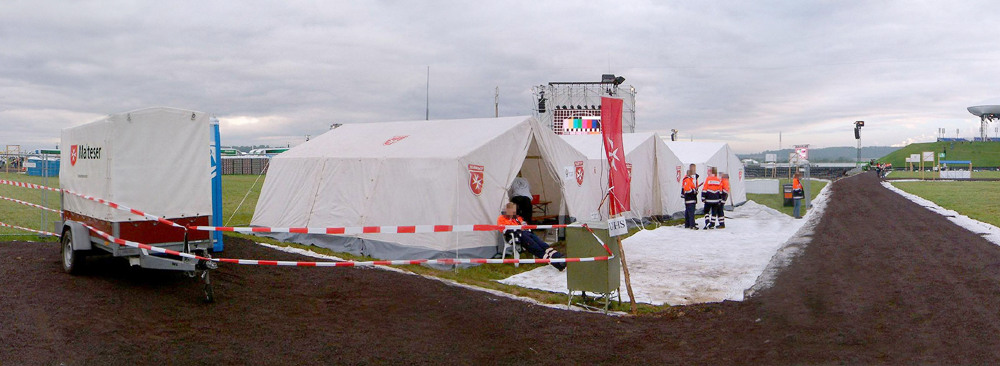
Unfallhilfsstelle

Eine Unfallhilfsstelle (UHS, auch UHST) ist eine Einrichtung des Sanitätswachdienstes, die als Anlaufstelle für medizinische Hilfeersuchen der Bevölkerung bzw. der Gäste einer Veranstaltung dient. Im Gegensatz zu der kleineren Sanitätsstation können in einer UHS regelhaft viele Patienten gleichzeitig versorgt werden. Neben der Durchführung von professionellen Ersten-Hilfe-Maßnahmen kann auch umfassend notfallmedizinisch interveniert werden. Eine UHS ist dafür sowohl materiell wie auch personell ausgestattet. Die nächstgrößere vergleichbare Einrichtung ist der Behandlungsplatz. Einer UHS sind meistens Sanitätsstreifen bzw. Erstversorgungsteams zugeordnet. Häufig besteht in einem gewissen Rahmen auch die Möglichkeit einer allgemeinmedizinischen Versorgung. Die Notwendigkeit entsteht dadurch, dass UHS typischerweise bei sehr großen Veranstaltungen wie dem Weltjugendtag eingesetzt werden. Die taktische Einbindung einer UHS in den Einsatz variiert, in der Regel besteht aber direkter Kontakt zur Gesamteinsatzleitung oder zur zuständigen Abschnittsleitung. Eine UHS wird meistens durch einen Zugführer geleitet. Ihre genaue Ausprägung ist örtlich und von Hilfsorganisation zu Hilfsorganisation unterschiedlich.

## Gliederung
Eine Unfallhilfsstelle wird in die Bereiche
- Sichtung, Registratur, Erstversorgung,
- Ruhe- bzw. Betreuungsbereich und
- Lager, Sozialbereich der Helfer sowie Logistik

gegliedert.
Dabei bietet sich die Unterbringung einer UHS beispielsweise in drei Zelten an. In einer UHS wird nach Möglichkeit ein Einbahnstraßen-Verkehr eingerichtet, d. h. alle Bereiche, in denen Patienten transportiert werden, haben einen Zu- und einen Abgang, um einen problemlosen Patiententransport zu gewährleisten.

## Personal
Dem Personal einer UHS können beispielsweise angehören:
- Leiter der UHS (Zugführer)
- Notarzt
- Rettungsfachpersonal
- weitere Sanitäter

Häufig wird das Personal noch um KIT-Helfer, Fernmelder und Techniker ergänzt. UHS haben meistens eine Personalstärke von etwa 20 Helfern. Sehr große UHS können in der Praxis über 40 Helfer haben.

## Ausstattung
Häufig werden für UHS Sanitätszelte verwendet. Die oben beschriebene Gliederung lässt sich z. B. in drei Zelten unterbringen. Für die Zelte muss eine ausreichende Stromversorgung mit einer entsprechenden Elektroinstallation vorgesehen werden. Hierfür können Baustromverteiler und spritzwassergeschützte Stromkabel verwendet werden. Dazu kommen Zeltbeleuchtung und Zeltheizung. UHS werden aber insbesondere bei längeren Veranstaltungen auch in Containern oder in festen Gebäuden untergebracht.
Die medizinische Ausstattung ist umfassend. Neben Tragen, Lagerungsgestelle für Krankentragen und Feldbetten gibt es Verbandsmittel, Decken, Infusionen, einfache Diagnostik-Geräte (Stethoskop, Blutdruckmessgerät, Blutzuckermessgerät) und Sauerstoffbehandlungsgeräte. Teilweise wird die Gesamtausstattung eines Rettungswagens vorgehalten. Für den Notarzt gibt es ein Ampullarium mit den notwendigen Zubehör. Wichtig ist auch eine umfassende Hygieneausstattung.
Weiterhin gibt es verschiedene Funkgeräte zur Kommunikation mit der Einsatzleitung und den eigenen Einsatzkräften, Telefon und immer häufiger auch ein EDV-System mit Internetzugang.

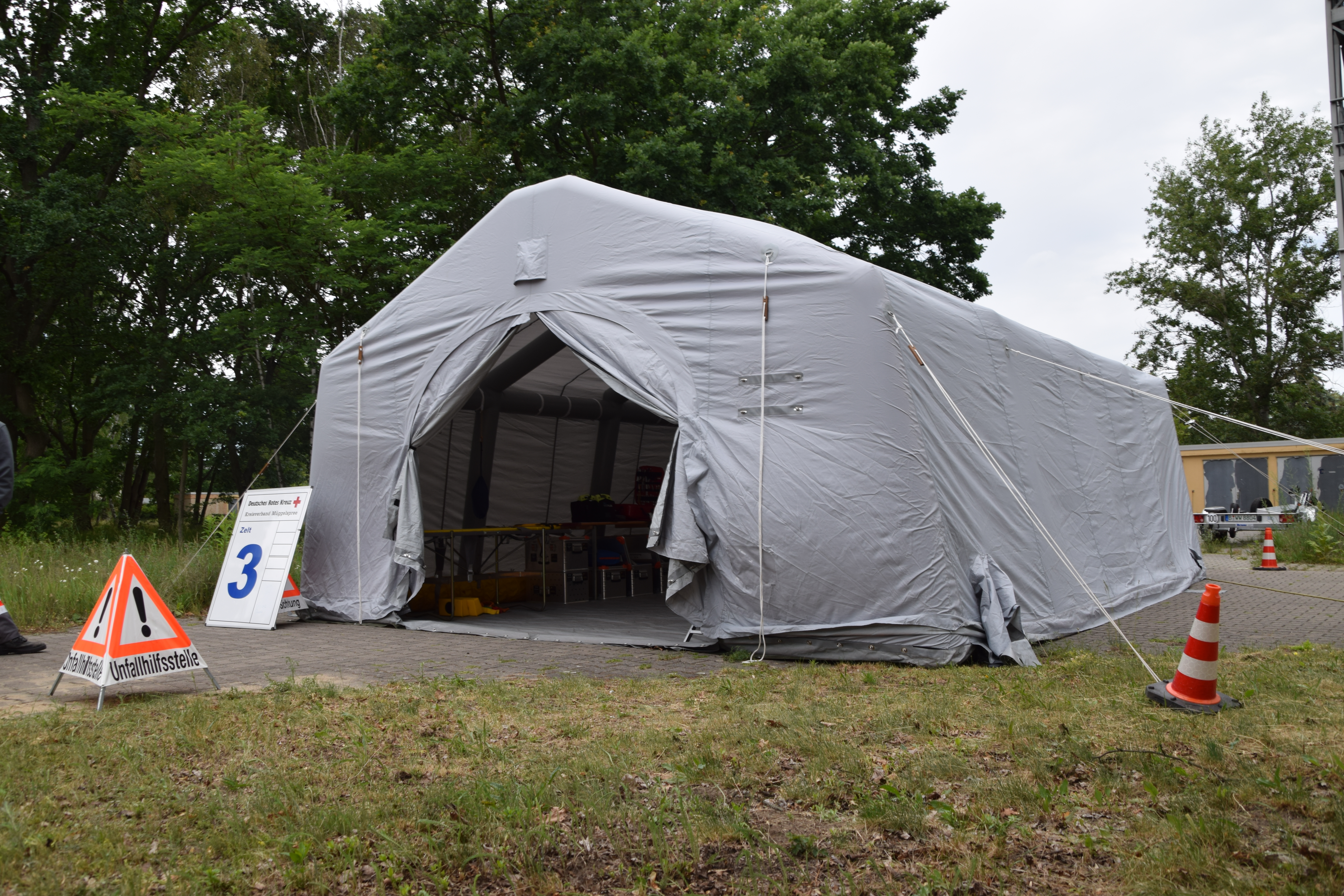
Unfallhilfsstelle mit Dauerdruckzelt
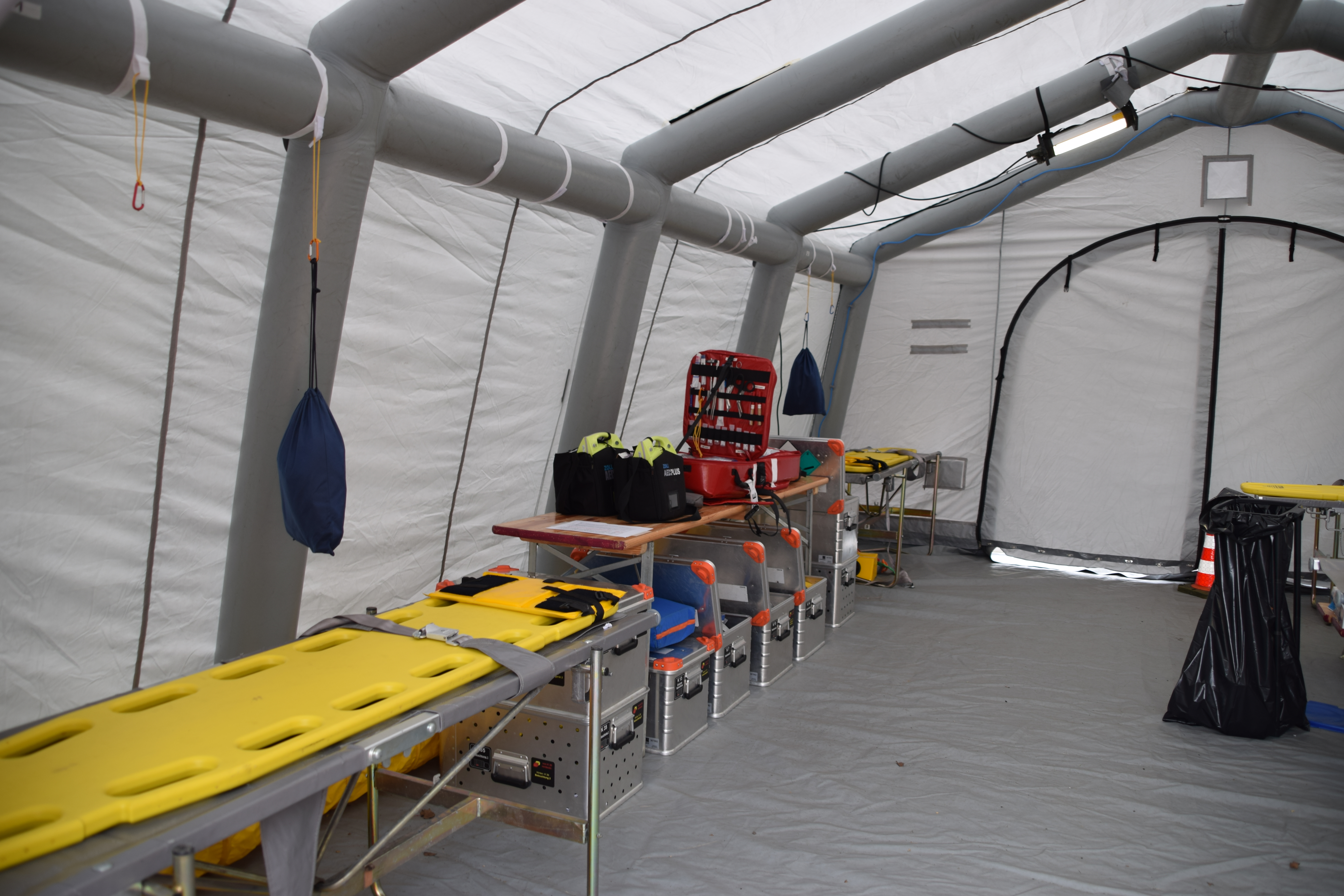
Plätze für akute, vital bedrohte Patienten (Sichtungskategorie T1)
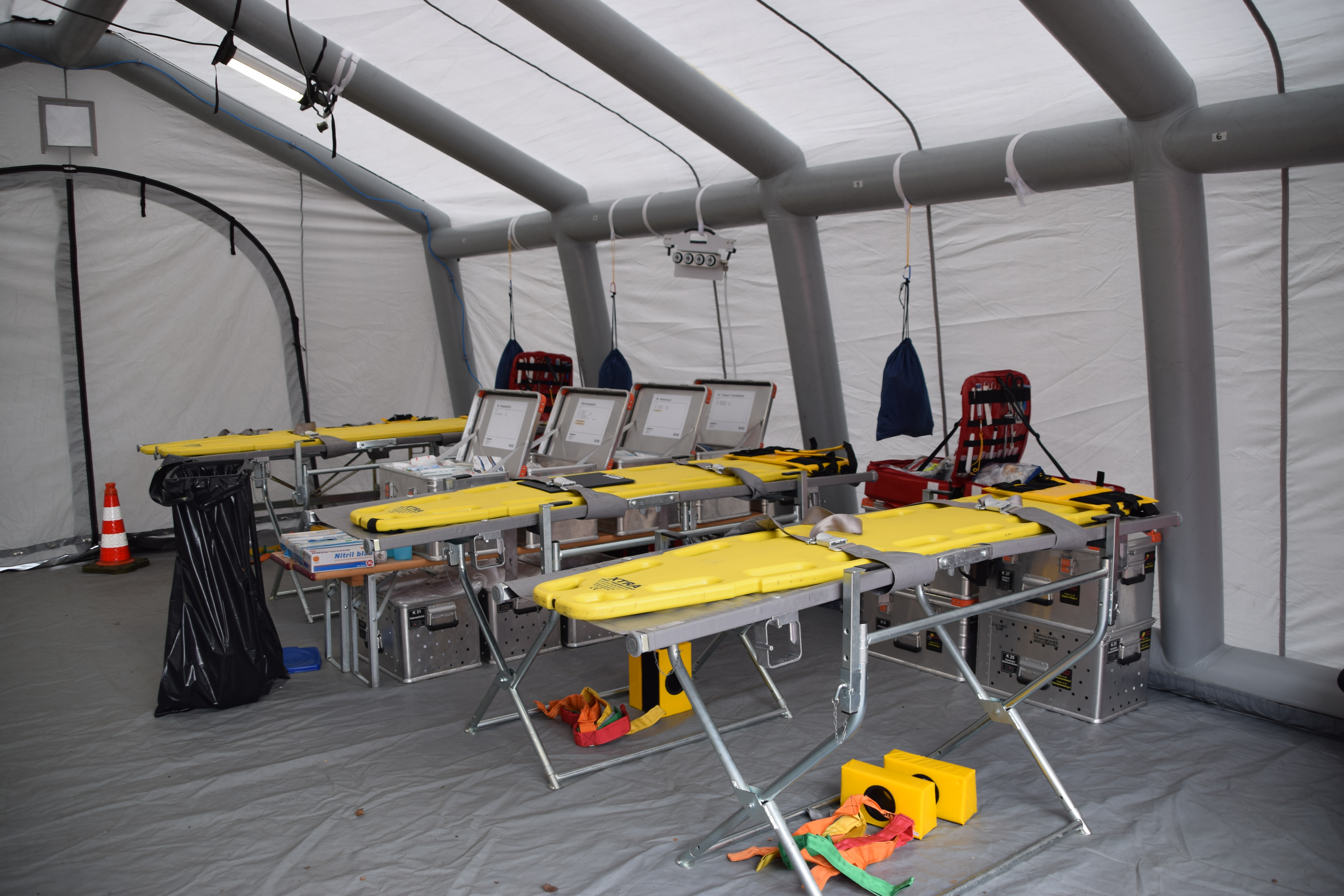
Plätze für schwer verletzte/erkrankte Patienten (Sichtungskategorie T2)